# Öster-Gråviktjärnen
Öster-Gråviktjärnen är en sjö i Åre kommun i Jämtland och ingår i Indalsälvens huvudavrinningsområde.